# Князевское сельское поселение (Омская область)
Князевское се́льское поселе́ние — муниципальное образование в Называевском районе Омской области Российской Федерации.
Административный центр — село Князево.

## История
Статус и границы сельского поселения установлены Законом Омской области от 30 июля 2004 года № 548-ОЗ «О границах и статусе муниципальных образований Омской области».

## Население
| 2010 | 2011  | 2012 | 2013 | 2014 | 2015 | 2016 |
| ---- | ----- | ---- | ---- | ---- | ---- | ---- |
| 1015 | ↘1011 | ↘993 | ↘937 | ↘927 | ↘884 | ↘856 |
| 2017 | 2018  | 2019 | 2020 | 2021 | 2023 |      |
| ↘815 | ↘766  | ↘752 | ↘733 | ↘698 | ↘678 |      |

## Состав сельского поселения
| № | Населённый пункт | Тип населённого пункта       | Население |
| - | ---------------- | ---------------------------- | --------- |
| 1 | Дурбет           | деревня                      | ↘195      |
| 2 | Кабаново         | деревня                      | ↘113      |
| 3 | Князево          | село, административный центр | ↘591      |
| 4 | Лебяжье          | деревня                      | ↘116      |